# Chiesa di San Tomio (Verona)
La chiesa di San Tommaso Apostolo, conosciuta meglio con il nome di chiesa di San Tomio, è un luogo di culto cattolico che sorge nel cuore del centro storico di Verona, a lato di via Mazzini; fa parte dell'omonima diocesi.

## Storia
Il monastero benedettino femminile e la chiesa hanno origini antiche: secondo la tradizione la prima chiesa fu fondata sulle rovine di un tempio romano dedicato alla dea Vesta, mentre la prima testimonianza scritta che menziona chiesa e monastero è un documento del 837 che riguarda un fatto avvenuto diversi anni prima, nel 798.
Nel XII secolo le monache benedettine si ritirarono dal monastero che fu assegnato al clero secolare, divenendo così collegiata fino al 1456. Nel 1748 l'edificio fu rinnovato in forme neoclassiche su progetto dell'architetto Adriano Cristofali, ciononostante già nel 1810 la chiesa venne soppressa per decreto napoleonico e alienata, da cui la trasformazioni in teatro nel 1815 su progetto di Luigi Trezza.
Proprio in occasione della soppressione, una pregevole statua marmorea della Madonna col Bambino, opera che ancora presenta tracce di policromia e di doratura e datata al 1425 circa, venne asportata e entrò a far parte di diverse collezioni private, fino ad approdare al Metropolitan Museum of Art di New York. La chiesa venne tuttavia riconsacrata e riaperta al culto il 23 giugno 1842, infine nel corso del XX secolo divenne oggetto di diversi interventi di restauro.

## Descrizione

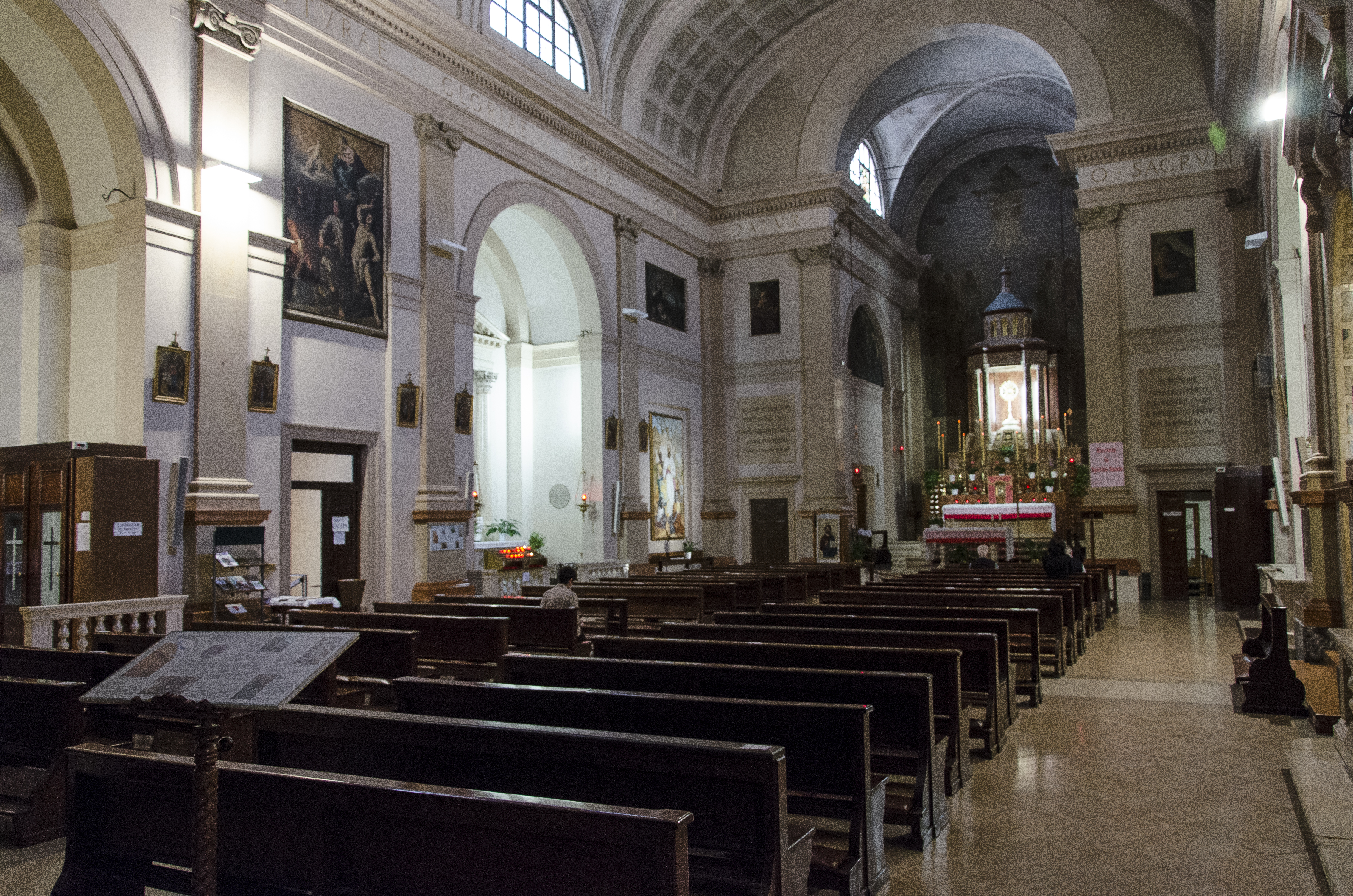
L'interno della chiesa

La facciata a capanna si caratterizza dalla presenza di due coppie di paraste ioniche che inquadrano il portale d'ingresso timpanato e che sostengono la trabeazione che suddivide la facciata in due ordini, quello inferiore appena descritto e quello superiore. Il secondo ordine si caratterizza allo stesso modo dalla presenza di due coppie di paraste, questa volta tuscaniche, che sorreggono il timpano e dalla presenza di una finestra semicircolare. Lungo il fianco meridionale del presbiterio svetta un piccolo campanile dal fusto esile e dotato di una cella campanaria in cui si aprono monofore a tutto sesto.
L'interno è ad aula a navata unica, terminante in un presbiterio rialzato di tre gradini che a sua volta si conclude con un'abside piatta sopraelevata ulteriormente di tre gradini. Lungo le pareti laterali si trovano quattro cappelle contenenti a destra l'altare della Sacra Famiglia e l'altare del Sacro Cuore di Gesù, e a sinistra l'altare di San Alfonso de' Liguori e l'altare dell'Immacolata. Aula e presbiterio sono coperti da una volta a botte con ampie lunette laterali dove trovano spazio le finestre semicircolari che illuminano l'interno, il tutto realizzato in incannucciato intonacato e sostenuto da un sistema di centinature lignee.